# H1N2
H1N2 är subtyp av influensavirus typ A (känd som fågelinfluensa).
H1N2 identifierades mellan december 1988 och mars 1989 i sex kinesiska städer. Från 2001 till 2002 identifierades H1N2 i ett flertal länder på norra halvklotet.